# Khowd Bechar
Khowd Bechar (persiska: خود بچر) är en del av en befolkad plats i Iran.   Den ligger i provinsen Gilan, i den nordvästra delen av landet, 270 km nordväst om huvudstaden Teheran. Khowd Bechar ligger 32 meter över havet och antalet invånare är 691.
Terrängen runt Khowd Bechar är platt åt nordost, men åt sydväst är den kuperad. Terrängen runt Khowd Bechar sluttar österut.Runt Khowd Bechar är det tätbefolkat, med 493 invånare per kvadratkilometer. Närmaste större samhälle är Māsāl, 2,5 km sydväst om Khowd Bechar. Trakten runt Khowd Bechar består till största delen av jordbruksmark.